# Eucereon rufipes
Eucereon rufipes là một loài bướm đêm thuộc phân họ Arctiinae, họ Erebidae.